# Ekonomická transformace
Ekonomickou transformací (anglicky Economic transition) nazýváme zásadní změnu fungování základních tržních mechanismů ve společnosti. Často se tento termín používá v souvislosti s přechodem od centrálně plánované ekonomiky k tržní ekonomice. Hlavním rysem je liberalizace trhu, která vyžaduje rozsáhlé reformy a úpravy, jako například privatizaci (a případnou restituci) majetků, přeměna velkých státem ovládaných podniků na malé soukromé firmy a jejím cílem je umožnit pohyb kapitálu mezi jednotlivci.
Ekonomickou transformací prošly, respektive stále procházejí zejména země bývalého východního bloku.

## Typy transformace
- Ekonomická transformace Česka